# 陳善 (嘉靖廣東進士)
陳善（1504年—？），字繼初，號元山，廣東廣州府南海縣佛山人，民籍，明朝政治人物。

## 生平
嘉靖十年（1531年）辛卯科廣東鄉試第九名舉人。十四年任广西全州学正。嘉靖二十年（1541年）中式辛丑科會試第七十四名，二甲七十四名進士。授刑部主事，多所平反冤案。晋员外郎，擢浙江佥事，官至廣西布政使司參議。嘉靖三十四年（1555年）以平柳庆功，擢升江西按察司清戎副使，便道歸省侍母，遂不复出仕。卒于家，何古林为他作墓志铭。

## 家族
曾祖陳愈希；祖父陳厚聚；父陳李生，母霍氏。慈侍下。弟陈杰、陈贤。